# Mehmet Akyüz
Mehmet Akyüz (Adapazarı, 2 gennaio 1986) è un calciatore turco, attaccante svincolato.

## Caratteristiche tecniche
Punta centrale, può giocare anche da ala destra.

## Carriera

### Club
Nell'estate del 2011 il Beşiktaş lo preleva in cambio di 400000 €.

### Nazionale
Ha giocato nella nazionale turca Under-19.

## Palmarès

### Club

#### Competizioni nazionali
- TFF 1. Lig: 1

Denizlispor: 2018-2019